# Rtyně nad Bílinou
Obec Rtyně nad Bílinou (dříve také Rtín, Ertín či Hertine) se nachází v okrese Teplice v Ústeckém kraji. Žije v ní 835 obyvatel.

## Historie
První písemná zmínka o obci pochází z roku 1333.

## Obyvatelstvo
|                                                                                              | 1869 | 1880 | 1890 | 1900 | 1910 | 1921 | 1930 | 1950 | 1961 | 1970 | 1980 | 1991 | 2001 | 2011 | 2021 |
| -------------------------------------------------------------------------------------------- | ---- | ---- | ---- | ---- | ---- | ---- | ---- | ---- | ---- | ---- | ---- | ---- | ---- | ---- | ---- |
| Obyvatelé                                                                                    | 189  | 265  | 256  | 318  | 547  | 625  | 834  | 532  | 559  | 466  | 363  | 296  | 326  | 367  | 402  |
| Domy                                                                                         | 31   | 41   | 44   | 51   | 70   | 78   | 119  | 115  | 244  | 110  | 103  | 106  | 112  | 122  | 131  |
| Data z roku 1961 zahrnují i domy z místních částí Malhostice, Sezemice, Velvěty a Vrahožily. |      |      |      |      |      |      |      |      |      |      |      |      |      |      |      |

## Obecní správa

### Části obce
- Rtyně nad Bílinou
- Kozlíky
- Malhostice
- Sezemice
- Velvěty
- Vrahožily

### Obecní symboly
Znak a vlajka byly obci uděleny rozhodnutím předsedy Poslanecké sněmovny Parlamentu České republiky dne 21. září 2005.

## Pamětihodnosti
- Kostel svatého Martina z roku 1737
- Přírodní rezervace Malhostický rybník, lokalita vodního ptactva
- Chotinská hora se zbytky hradu Paradis

## Osobnosti
- Eduard Petr (1818–1898) – teolog, pedagog a politik

## Galerie

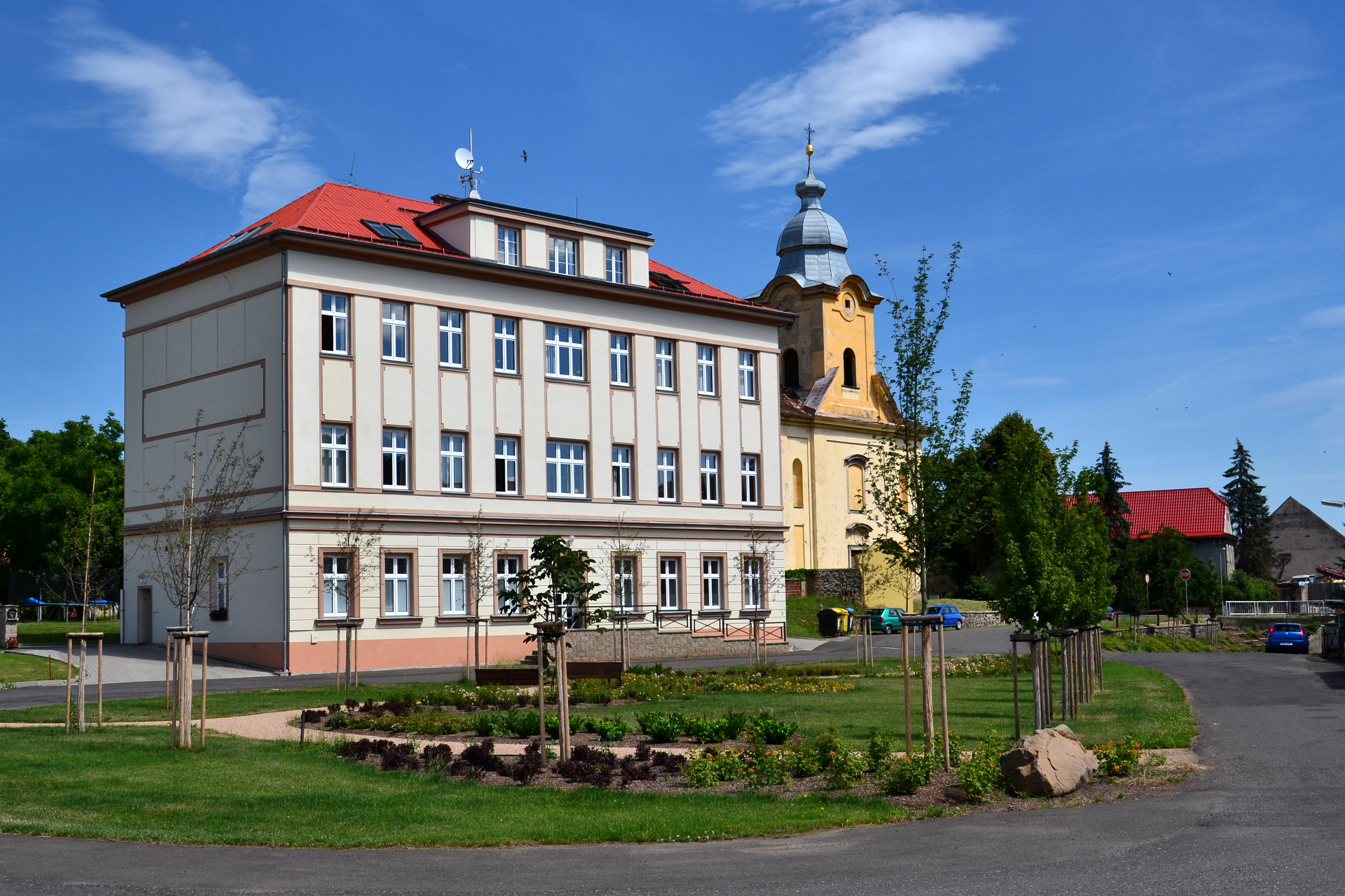
Náves
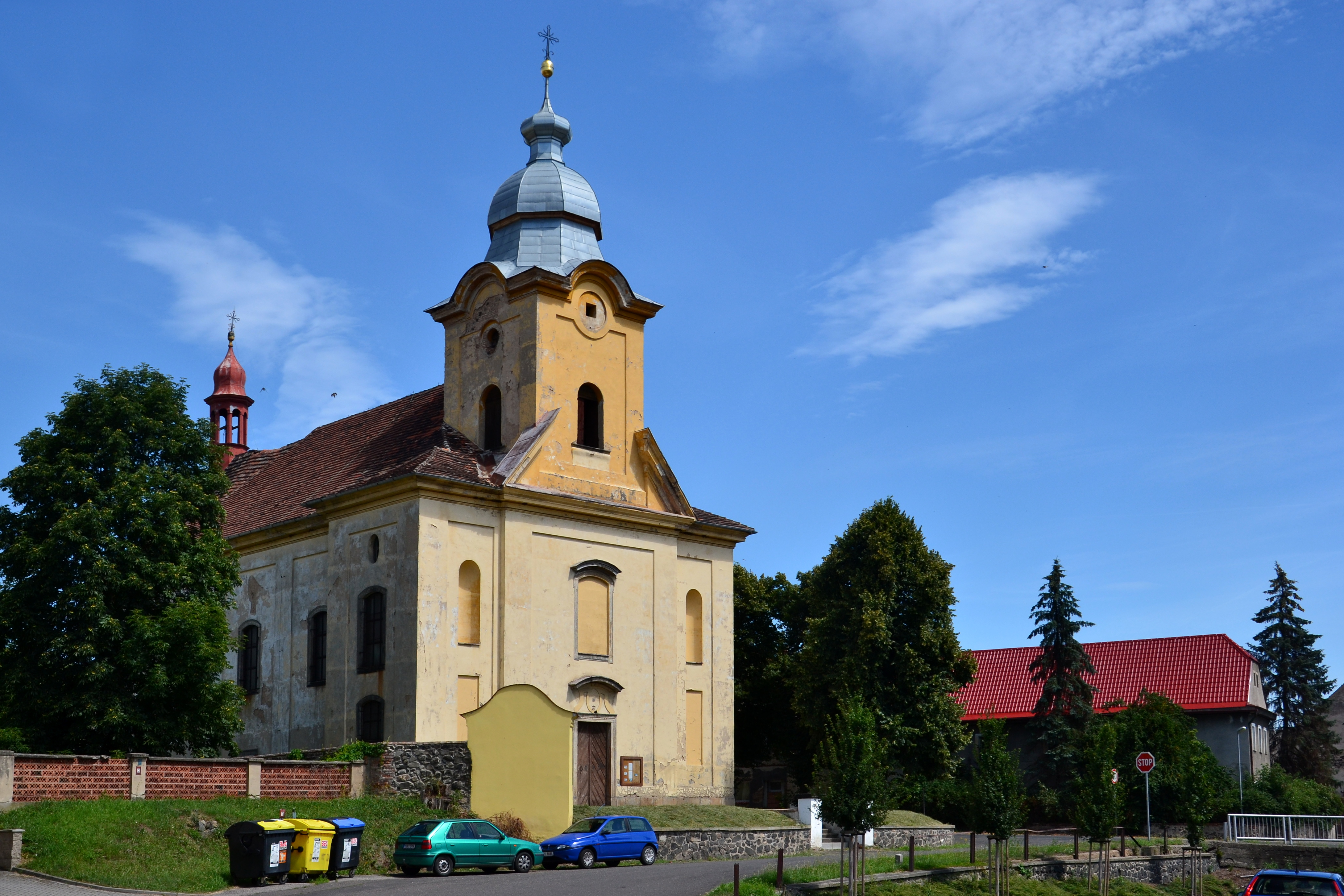
Kostel svatého Martina
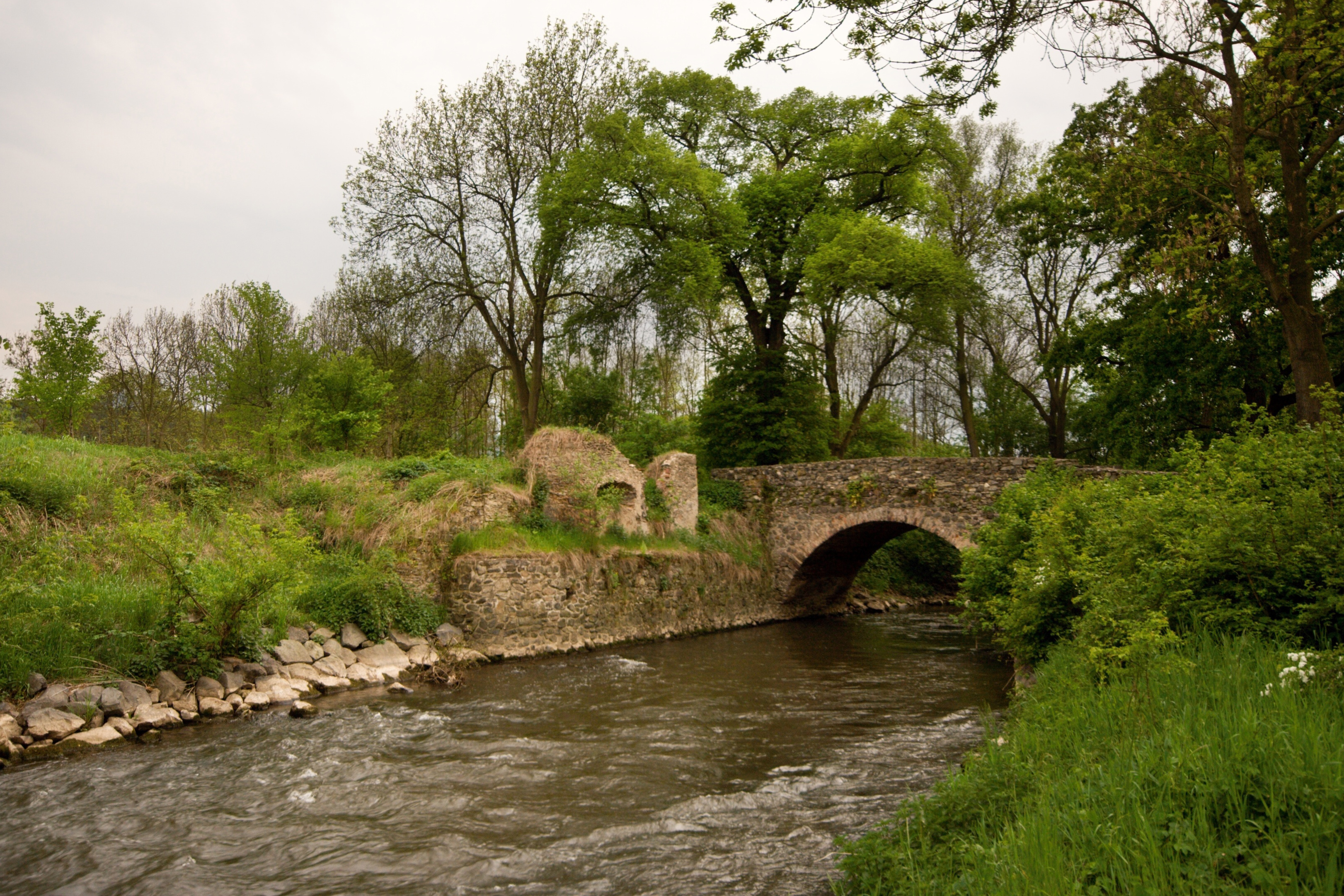
Most přes Bílinu